# Jean V d'Allamont
Jean V d'Allamont (Montmédy, 19 oktober 1626 - Montmédy, 4 augustus 1657) was baron van Buzy, heer van Allamont en heer van Malandry. Hij was een militair in de Spaanse Nederlanden. Hij was commandant van de stad Montmédy, waar hij sneuvelde tijdens de Frans-Spaanse oorlog. Hij was de laatste Spaanse autoriteit in het zuidelijk deel van het hertogdom Luxemburg. Na zijn dood ging Zuid-Luxemburg naar Frankrijk (1659).

## Familie

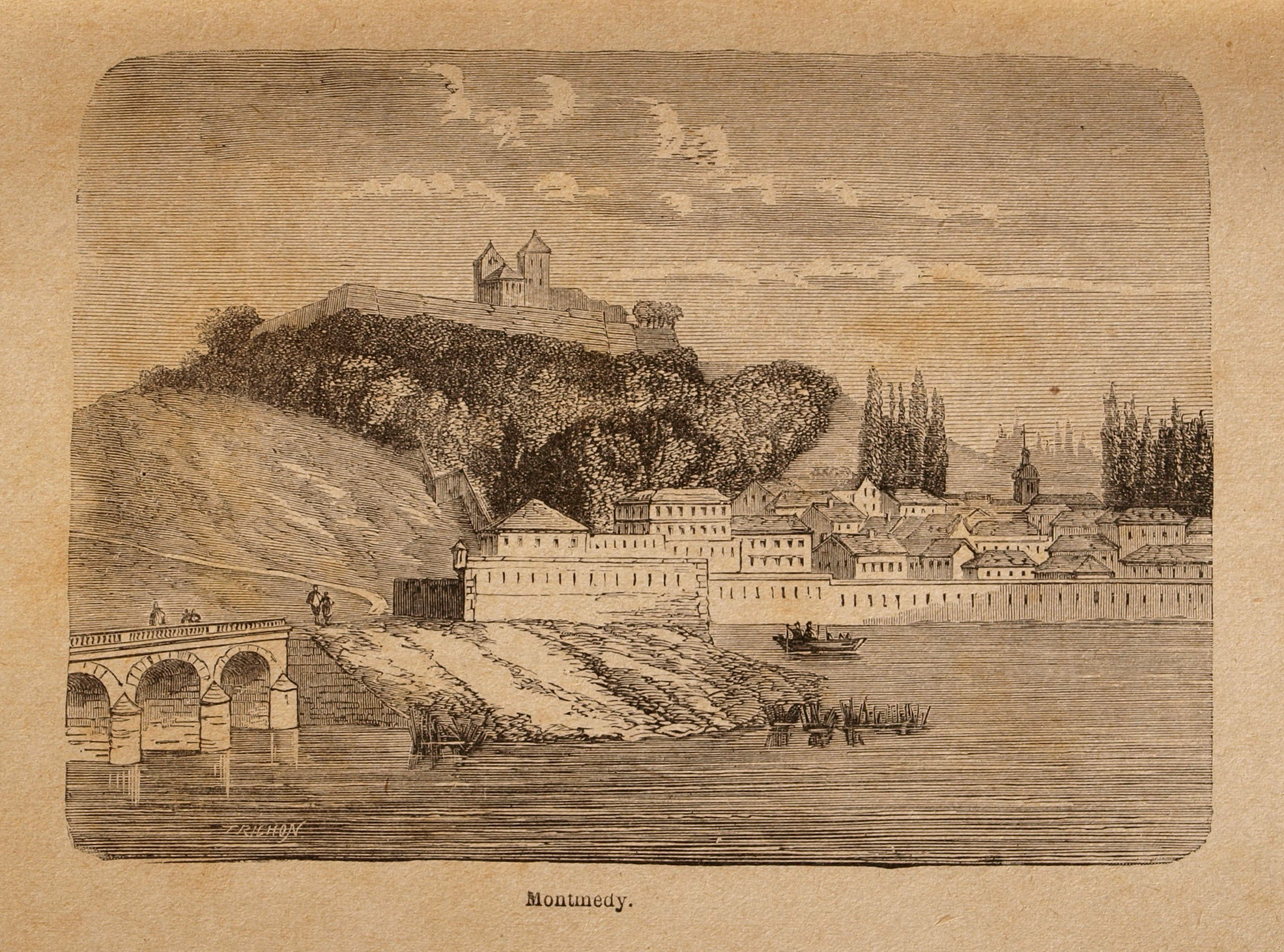
De stad Montmédy aan de Chiers, een zijrivier van de Maas

Hij was afkomstig van een familie van edellieden uit Montmédy, in dienst van de koning van Spanje in de Spaanse Nederlanden.
De stad Montmédy behoorde tot het hertogdom Luxemburg en bijgevolg tot de Spaanse Nederlanden. Montmédy had vestingsmuren letterlijk gericht tegen het zuiden, tegen de Franse vijand.

## Slagvelden Zuidelijke Nederlanden
Reeds als jongen van 8 jaar liep hij mee in het regiment van zijn vader, Jean IV d'Allamont. De zuidelijke grens van de Spaanse Nederlanden was oorlogsgebied tijdens de Frans-Spaanse oorlog. Jean V vocht herhaaldelijk tegen de Fransen. De Fransen pakten hem op na de Spaanse nederlaag van Lens (1648). Zijn broer Eugeen, ook soldaat, werd eveneens gevangen genomen. Een jaar later waren beide broers vrij. Jean vocht verder in het Spaanse leger en broer Eugeen werd kanunnik in Luik.

## Madrid
Van 1655 tot 1657 verbleef d'Allamont in Madrid. Hij behoorde tot de lijfwacht van koning Filips IV. Hij werd er officier en vereerd met de Militaire Orde van Sint-Jakob. Hij keerde terug naar de Spaanse Nederlanden met een benoeming op zak van commandant van zijn geboortestad Montmédy, waar zijn voorvaderlijk kasteel stond.

## Montmédy
In de zomer van 1657 stond het Franse leger van koning Lodewijk XIV voor de muren van Montmédy. d'Allamont leidde de verdediging. Zijn broer, kanunnik Eugeen, verbleef eveneens in de stad. Jean d'Allamont vocht, volgens de Luxemburgers, heroïsch tegen de Franse overmacht doch stierf aan zijn verwondingen. Hij was 31 jaar. Zijn broer Eugeen werd ditmaal door de Fransen gerust gelaten en werd later bisschop van Roermond en van Gent. De landvoogd der Spaanse Nederlanden, Juan II, schreef een rouwbrief naar de familie d'Allamont. De landvoogd schreef dat een heroïsche plaats "in de hemel te verkiezen was dan een verblijf in een Franse gevangenis."

Met de Vrede van de Pyreneeën ging Montmédy definitief naar Frankrijk.

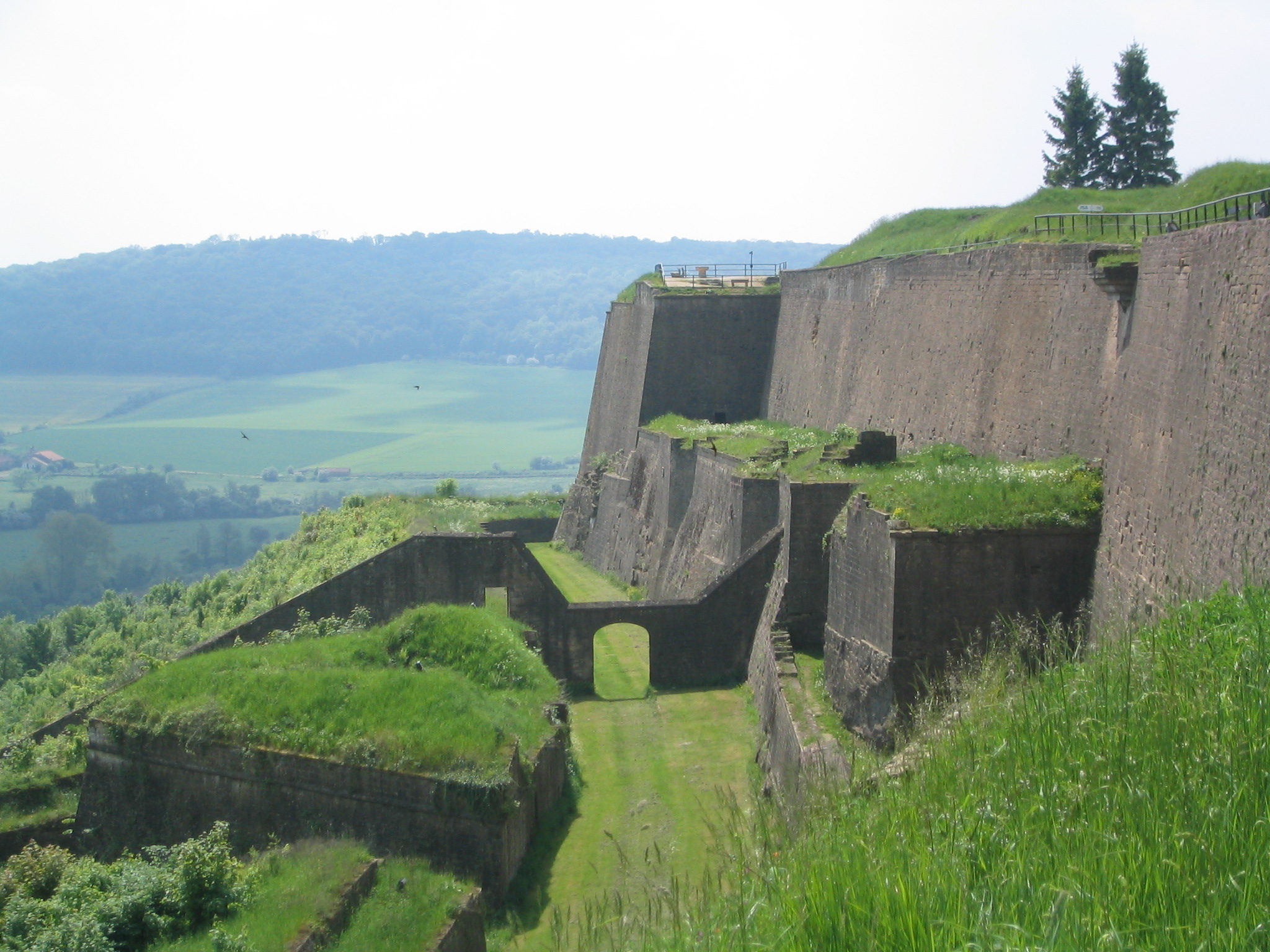
Na de dood van d'Allemont bouwde Vauban de citadel grondig uit.

## Vrede (1659)
De Vrede van de Pyreneeën (1659) gesloten tussen Spanje en Frankrijk betekende een gebiedsverlies van de Spaanse Nederlanden, dus niet alleen voor het hertogdom Luxemburg. De Luxemburgse steden Thionville en Montmédy gingen definitief naar Frankrijk. De Franse grens schoof belangrijk naar het noorden op, wat een directe bedreiging betekende voor die andere Luxemburgse steden: Aarlen en Luxemburg-stad. De Franse militaire ingenieur Vauban herbouwde de citadel van Montmédy grondig uit, thans ook gericht naar het (vijandige) Spaanse noorden. In de herinnering bleef d'Allamont leven als een held tegen de oprukkende Fransen. Dit nam niet weg dat de Franse stad Montmédy in 1999 een nieuwe school noemde naar d'Allamont: le Collège Jean d'Allamont.